# St. Elisabeth (Bratislava)

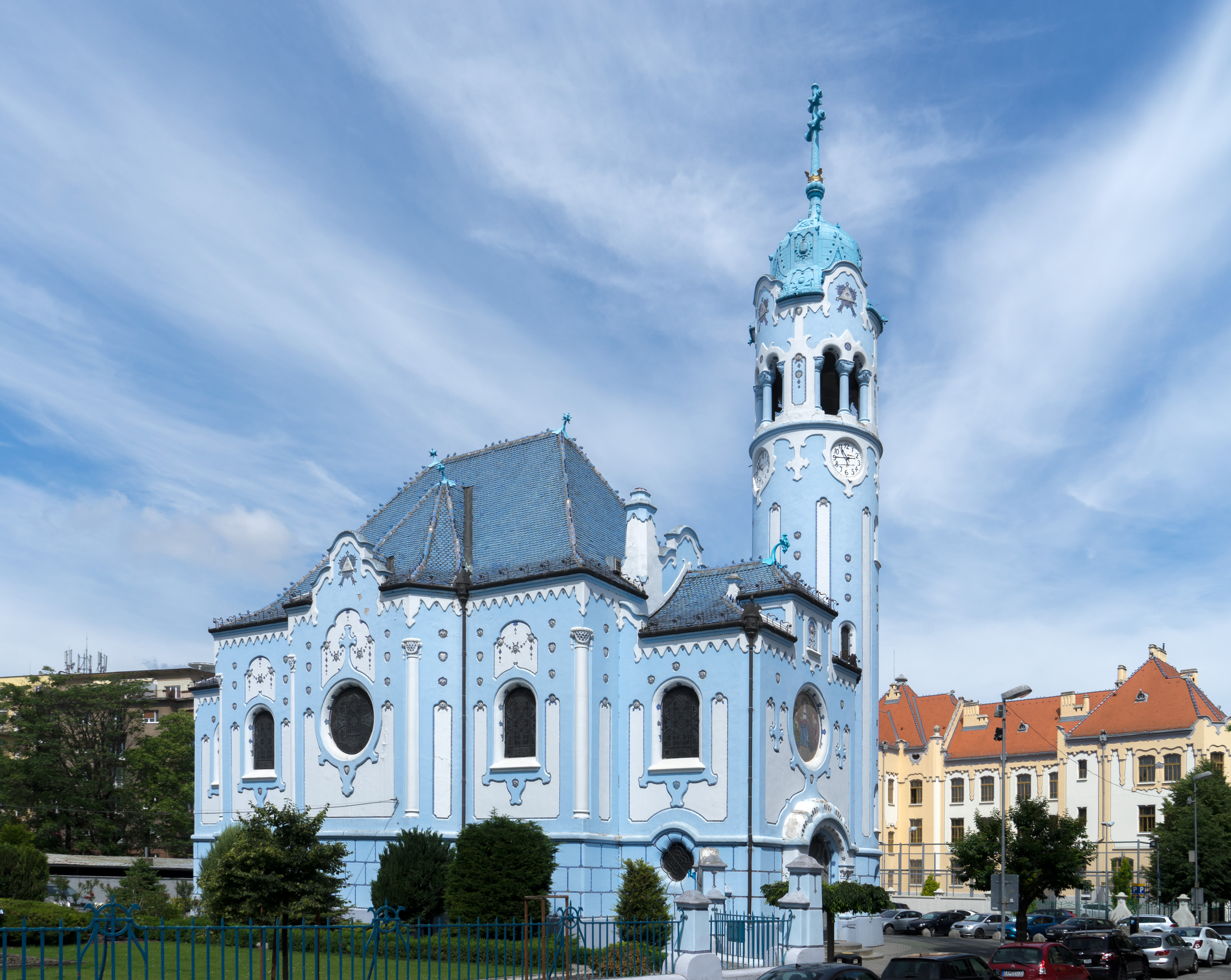
Die Südost-Seite der Kirche. Im Hintergrund ein Gymnasium, ebenfalls von Ödön Lechner

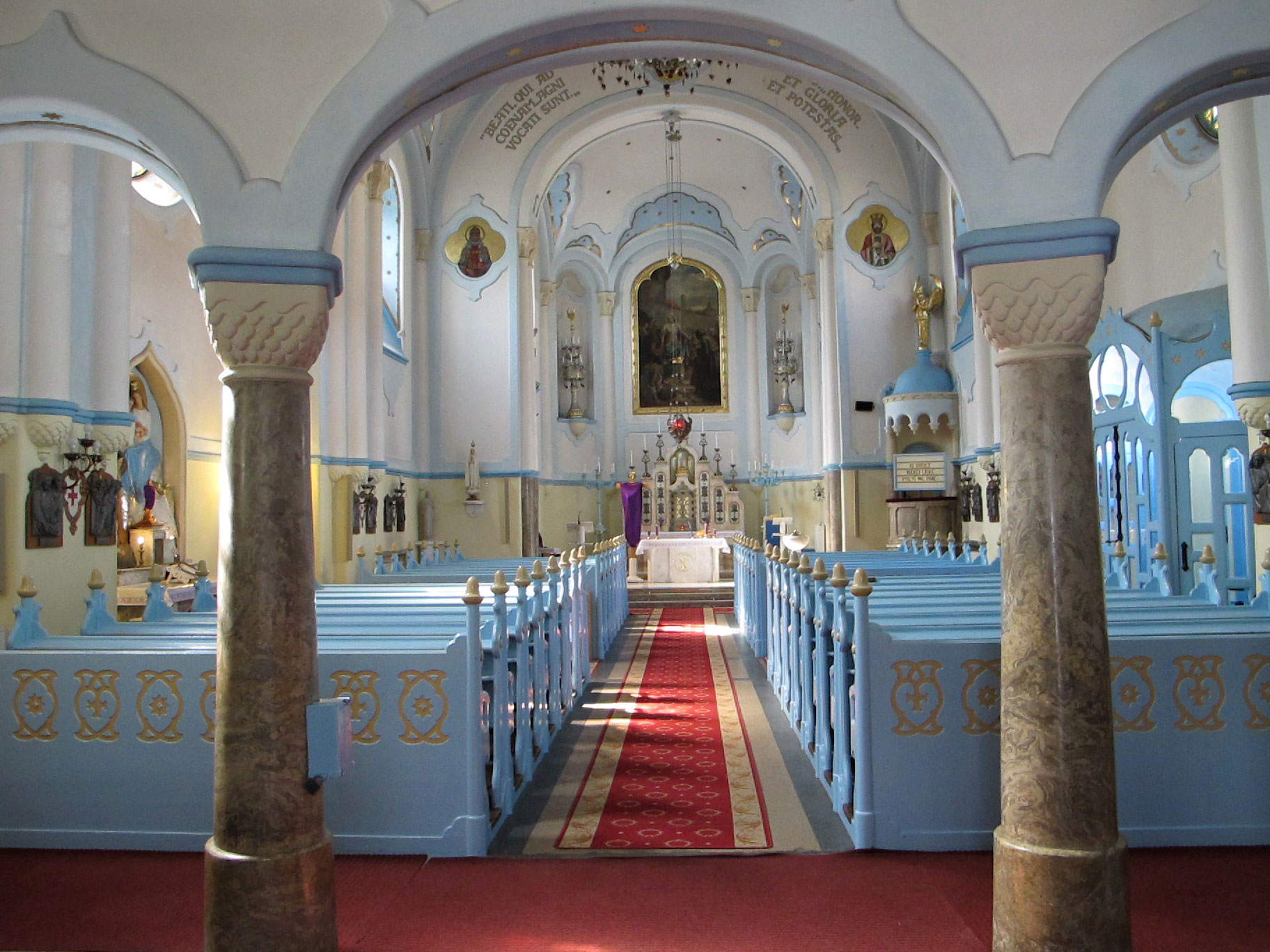
Der Innenraum der Kirche

Die Sankt-Elisabeth-Kirche (slowakisch Kostol svätej Alžbety) ist eine römisch-katholische Kirche in Bratislava in der Slowakei. Sie gehört zur Architektur des Jugendstils und ist der Heiligen Elisabeth von Ungarn geweiht. Aufgrund der Farbgebung der Fassade durch ein blaues Majolikamosaik wird die Kirche auch als Blaue Kirche bezeichnet.

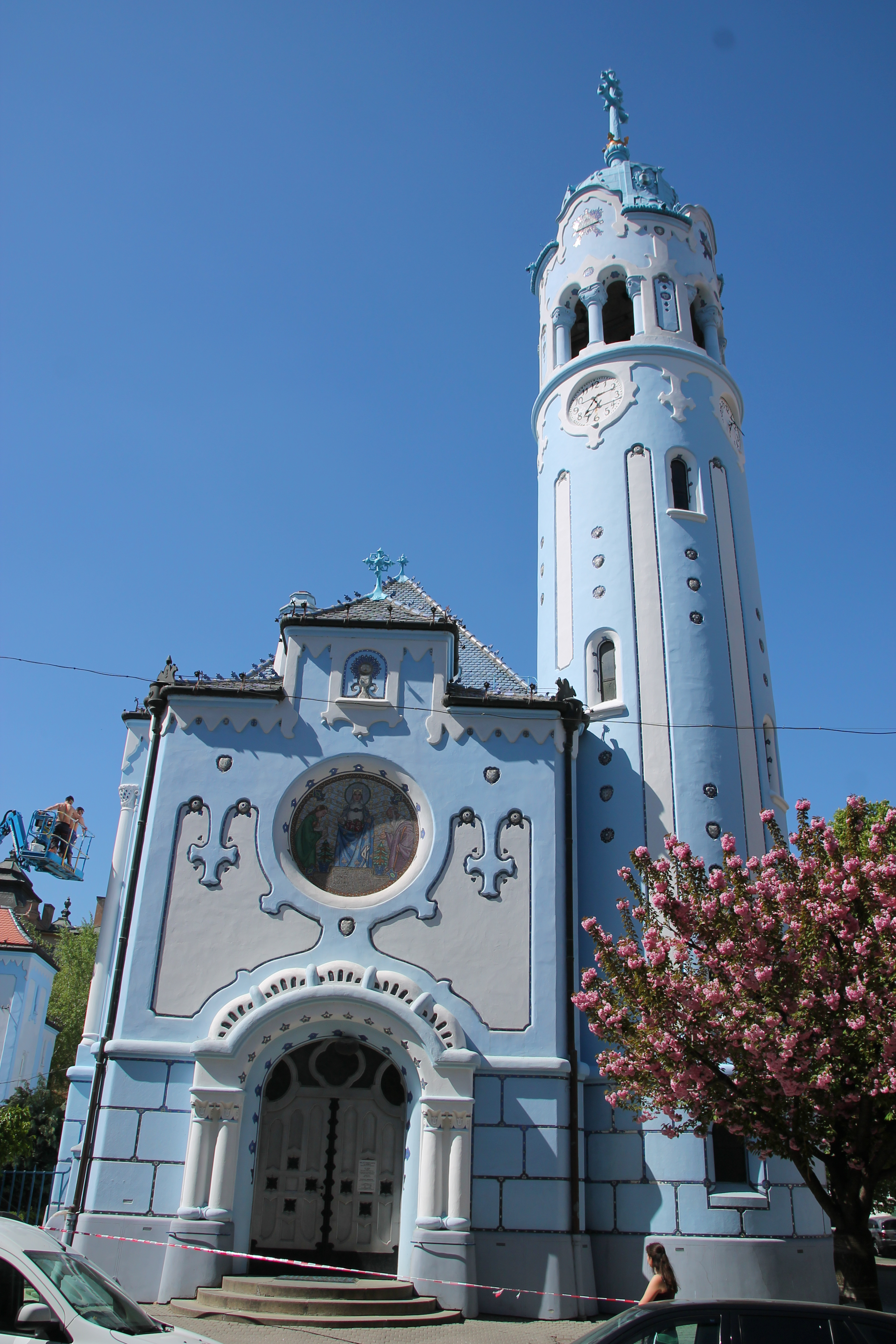
Blaue Kirche (von vorne)

## Lage
Die Kirche befindet sich in der Bezručova ulica (deutsch Raneyss-Gasse) Nummer 4 in der Altstadt der slowakischen Hauptstadt.

## Architektur
Die einschiffige Kirche wurde von 1909 bis 1913 nach Plänen von Ödön Lechner, die in der Zeit von 1903 bis 1904 entstanden sind, im sogenannten Sezessionsstil erbaut. Es dominieren geschwungene für den ungarischen Jugendstil typische Formen. Lechner entwarf auch das benachbarte Gymnasium, als dessen Kapelle die Kirche zunächst diente, und die Pfarrei.
Der Grundriss des Gebäudes ist oval. An der Vorderseite befindet sich ein zylindrischer Kirchturm. Eine zunächst geplante Kuppel über dem Kirchenschiff kam nicht zur Ausführung. Stattdessen entstand ein Tonnengewölbe, das von einem steilen Walmdach bekrönt wird. Das Dach ist mit glasierten Ziegeln gedeckt und mit Verzierungen versehen, die auch der Gliederung des Gebäudes dienen.
Haupt- und Seiteneingang sind von romanisierenden Doppelsäulen eingerahmt, über die Bögen spannen, die orientalisch anmuten. Weitere Säulen befinden sich auch an den Fenstern.
Die Fassade war ursprünglich in sanfteren Pastelltönen gehalten. Später erhielt das Gebäude seine charakteristische blaue Farbe. Eine Linie aus blauen Wandfliesen und ein Wellenband umfassen das Gebäude. Über dem Eingang befindet sich ein rundes Mosaik, welches das Rosenwunder darstellt.

## Ausstattung
Das Innere der Kirche ist reich mit Bildern verziert. Auf dem Altar befindet sich eine Abbildung der heiligen Elisabeth, die an Arme und Bettler Gaben verteilt. Kaiser Franz Joseph I. hatte für die Kirche von Alois Rigele ein aus weißem Carrara-Marmor gehauenes Relief seiner ermordeten Gattin Elisabeth in betender Haltung schaffen lassen. Es wurde später entfernt und befindet sich heute im Pfarrhaus.
Ein Modell der Kirche befindet sich in der Mini-Europa-Anlage in Brüssel und repräsentiert dort die Slowakei.